# Affirm Films
Affirm Films es una empresa de  producción cinematográfica de películas relacionadas con cristianismo evangélico. La sede se encuentra en Culver City, en los Estados Unidos.

## Historia
La empresa fue fundada en 2007 por Sony Pictures. Ha producido películas como Soul Surfer, Milagros del Cielo y Vencedor (película). En noviembre de 2020, compró el servicio de transmisión de video de Pure Flix.

## Películas
| No. | Título                    |
| --- | ------------------------- |
| 1   | Fireproof                 |
| 2   | Hachi: A Dog's Tale       |
| 3   | The Grace Card            |
| 4   | Soul Surfer               |
| 5   | Courageous                |
| 6   | Adventures in Zambezia    |
| 7   | Moms' Night Out           |
| 8   | When the Game Stands Tall |
| 9   | The Remaining             |
| 10  | War Room                  |
| 11  | Risen                     |
| 12  | Miracles from Heaven      |
| 13  | All Saints                |
| 14  | The Star                  |
| 15  | Paul, Apostle of Christ   |
| 16  | Overcomer                 |
| 17  | Show Me the Father        |
| 18  | Big George Foreman        |
| 19  | Journey to Bethlehem      |
| 20  | The Forge                 |
| 21  | Soul on Fire              |